# 翼皇后 (清朝)
翼皇后（？—？），清景祖覺昌安妻。
翼皇后的事跡不詳，只知嫁給清景祖。顺治五年（1648年），清世祖追封昌王覺昌安為景祖翼皇帝，同時為其妻上諡號為翼皇后。